# What Is This Thing Called Love?
What Is This Thing Called Love? ist ein Lied, das Cole Porter für sein Musical Wake Up and Dream schrieb, das 1929 uraufgeführt wurde. Das Lied wurde zum Popsong, kam mehrfach in die Charts, wurde zu einem der bekanntesten Songs von Porter und wird noch heute als Jazzstandard gespielt.

## Inhalt und Aufbau des Liedes
Das Lied beantwortet die Frage, was denn Liebe ist und warum sie besteht, mit „nüchternen, um nicht zu sagen: zynischen Einsichten.“ Denn, da Liebe häufig wehtut, stellt sich die Frage, „was ist überhaupt der Sinn dieser Einrichtung.“ Die Melodramatik des Texts wird dabei von einer recht harschen, chromatischen Melodie gestützt, die zwischen Dur und Moll pendelt.
Nach Porters Angaben inspirierte ihn ein traditioneller marokkanischer Tanz bei der Komposition von What Is This Thing Called Love? mit seinen ungewöhnlichen Harmonien. Der Song ist in der Liedform A-A'-B-A" verfasst. Zwölf Töne (b-b-g-g, b-as, as-as-g-g. dis-e) bilden das Thema des ersten A-Teils, in dem die Grundfrage des Songs aufgemacht wird: „What is this thing called love, this funny thing called love.“ Ungewöhnlich ist die Akkordfolge: Das in C-Dur notierte Lied beginnt auf der verminderten Septe über g-Moll und führt über f-Moll zu einem e über dem Grundakkord. Der B-Teil variiert den A-Teil um eine Quarte überhöht.

## Wirkungsgeschichte
Der Song wurde bei der Uraufführung des Musicals am 27. März 1929 in London zunächst von Elsie Carlisle interpretiert. Wake Up and Dream wurde in London 263 mal aufgeführt. Ab dem Dezember 1929 wurde das Musical auch auf dem New Yorker Broadway produziert, allerdings mit weniger Erfolg als in Großbritannien. Dort sang Frances Shelley What Is This Thing Called Love?
Die erste Schallplatteneinspielung von What Is This Thing Called Love entstand durch Leo Reisman und sein Orchester mit dem Vokalisten Lew Conrad. Ihre Version des Songs erreichte am 15. Februar 1930 Platz 5 der amerikanischen Charts. Weitere Aufnahmen folgten im gleichen Jahr und bestätigten das Hitpotenzial von What Is This Thing Called Love: Ben Bernie erreichte mit seiner Aufnahme Platz 10 und Fred Rich Platz 19 der amerikanischen Charts.
Auch spätere Einspielungen schlossen an diese Erfolge an:
- Artie Shaw and His Orchestra (1939, #15)
- Tommy Dorsey and His Orchestra (mit Sängerin Connie Haines, 1942, #13)
- Les Paul (Instrumental, 1948, #11).

## Der Weg zum Jazzstandard
James P. Johnson spielte das Stück bereits 1930 als Pianonummer ein; ihm folgte Art Tatum mit diversen Solo- und Combo-Aufnahmen. Zahlreiche weitere Pianisten improvisierten über die ungewöhnlichen Harmonien, etwa Nat King Cole, Teddy Wilson, Oscar Peterson, Red Garland, Dave Brubeck, George Shearing, Bill Evans (Portrait in Jazz, 1959), Hampton Hawes oder McCoy Tyner. Auch Gitarristen wie Django Reinhardt (1947, 1949), Tal Farlow (1955) oder Jimmy Raney (1981) reizte der Song.
Für die Bläser wurde hingegen der Song erst im Modern Jazz interessant, dann allerdings „auf breitester Front.“ Sehr rasch wird der Song bereits in den All-Star-Jams in Los Angeles dargeboten. Auch in der Aufnahme von Clifford Brown, Sonny Rollins und Max Roach von 1956 dient der Song als Sprungbrett in „halsbrecherische Uptempo-Soli“.  Noch 1969 war das Stück ein Ausgangspunkt für die Jamsessions bei Jazz at the Philharmonic, über das Dizzy Gillespie, Clark Terry und Zoot Sims improvisierten. Durch seine Funktion bei Jamsessions gelangte der Song auch ins Programm von Sängerinnen wie Helen Merrill oder Ella Fitzgerald (Ella Fitzgerald Sings the Cole Porter Songbook, 1956). Auch Billie Holiday und Frank Sinatra  (In the Wee Small Hours, 1954) sangen das Stück, das auch von Coleman Hawkins (mit Harry Sweets Edison, 1964),  dem The Pasadena Roof Orchestra  (1973) oder Wynton Marsalis (1991) interpretiert wurde. Bobby McFerrin erhielt für seine Interpretation 1986 einen Grammy.

### Bebop Head
Nur wenige Broadway-Standards wurden so häufig umgedeutet wie What Is This Thing Called Love?. Seine Harmoniefolge bildet die Basis der folgenden bebop heads:
- Hot House von Tadd Dameron
- Barry’s Bop von Fats Navarro
- Subconscious-Lee von Lee Konitz
- Fifth House von John Coltrane
- Wham Bam Thank You Ma’am von Charles Mingus

Insbesondere Charles Mingus spielte mit den unterschiedlichen Versionen: So kombinierte er 1954 für den Jazz Composers Workshop Porters Song mit Damerons Hot House und Dizzy Gillespies Woody 'n You In seiner Bearbeitung What Love von 1960 setzte Mingus (gemeinsam mit Eric Dolphy) Stilmittel des Free Jazz ein.

## Verwendung im Film
Der Song What Is This Thing Called Love? wurde in den folgenden Filmen verwendet:
- You’re a Lucky Fellow, Mr. Smith (1943, Regie: Felix E. Feist)
- Immer mehr, immer fröhlicher (1943, Regie: George Stevens)
- Tag und Nacht denk’ ich an Dich (1946, Regie: Michael Curtiz, Gesang: Ginny Simms)
- Young Man with a Horn (1950, Regie: Michael Curtiz)
- Starlift (1951, Regie: Roy Del Ruth)
- Geliebt in alle Ewigkeit (1956, Regie: George Sidney)
- New Yorker Geschichten (1989, Regie: Martin Scorsese, Francis Ford Coppola, Woody Allen, mit Django Reinhardts Einspielung von 1947)[9]
- Das Rußland-Haus (1991, Regie: Fred Schepisi)
- Ehemänner und Ehefrauen (1992, Regie: Woody Allen, mit der Ersteinspielung von Leo Reisman)[10]
- De-Lovely – Die Cole Porter Story (2004, Regie: Irwin Winkler, Gesang: Kevin Kline/Lemar)
- Kaltes Blut – Auf den Spuren von Truman Capote (2006, Regie: Douglas McGrath, Gesang: Gwyneth Paltrow)
- Chemistry – TV-Serie von Cinemax/HBO (2011, Regie: Ostar Production USA)